# Qi Qi
Qi Qi (chinois : 淇淇 ; pinyin : qíqí ; prononcé « tchi tchi ») était un dauphin de Chine ou Baiji (Lipotes vexillifer) mâle né vers 1979. Il fut capturé accidentellement par des pêcheurs le 12 janvier 1980 et transporté à l'Institut d'hydrobiologie de Wuhan le lendemain. Il y a vécu durant 22 ans jusqu'à sa mort le 14 juillet 2002,. Il est probablement le Baiji le plus célèbre, sa capture s'étant avérée un très utile objet d'étude pour son espèce.

## Contexte
À la naissance de Qi Qi, vers 1979, la population de baijis était en déclin. Ce déclin commence à cause de l'industrialisation du pays dans les années 1950. 
Les causes du déclin de la population sont multiples :
- la pêche excessive ;
- la pollution des eaux du fleuve ;
- la pollution sonore ;
- les chamboulements environnementaux dus au barrage des Trois-Gorges[4].

Ce n'est qu'à partir de 1979 que des mesures officielles furent prises par les autorités chinoises, le gouvernement interdit la chasse de l'espèce en 1983. Malgré cela, la pollution des eaux du fleuve et les prises accidentelles de pêcheurs décimaient toujours la population de baijis. La population ne cessait de décroitre drastiquement. 
En 1986, la population était estimée à 300 individus.  
En 1997, une expédition estime la taille de la population inférieure à 50 individus mais ils n'ont réussi à observer que 13 spécimens. Puis en 1998, seuls 7 baijis ont été comptabilisés. 
Les dernières observation confirmées de l'espèce remontent au début du XXIe siècle.

## Biographie
Qi Qi était âgé d'environ 1 an lorsqu'il a été accidentellement capturé par des pêcheurs le 12 janvier 1980, dans le lac Dongting[réf. nécessaire]. Blessé par la prise, il a été transféré dans une immense piscine surnommée le « White Palace » spécialement construite pour accueillir un baiji.  
En raison de la pollution importantes des eaux du Yangzi Jiang, il a été préférable que Qi Qi reste dans le delphinarium de l'institut, sous régulière surveillance présentielle. Il était considéré comme un précieux échantillon de recherche pour la protection des baijis.  
Qi Qi mit un certain temps à s'habituer au contact avec l'homme. Cependant, peu à peu, il s'est rapproché des personnels et les accueillaient lorsqu'ils entraient dans le delphinarium.
En 1986, l'Institut d'hydrobiologie de Wuhan pensait qu'il était temps pour Qiqi (âgé alors de 8 ans) de s'accoupler avec une femelle. Une femelle appelée « Zhenzhen » fût ramenée. 
Lorsque Zhenzhen arrive à l'Institut d'hydrobiologie de Wuhan, Qi Qi était déjà dans l'institut depuis deux ans mais celui-ci n'avait certainement jamais eu de contact avec ses congénères. Les premiers contacts entre les deux baijis furent timides et nerveux mais cette nervosité à plus tard laissé place à une bonne entente. 
Alors que Qi Qi et Zhenzhen vivaient ensemble depuis plus de deux ans, le temps d'avoir une progéniture approchait, mais malheureusement Zhenzhen mourut d'une pneumonie en 1988. Qi Qi est donc resté seul et a continué sa vie célibataire en raison de la difficulté de trouver des baijis. 
Après avoir passé plus de 22 ans en captivité, Qi Qi est mort le 14 juillet 2002 de causes naturelles. À sa mort, ses funérailles fut retransmises à la télévision chinoise. 
Qi Qi a servi d'objet d'étude du dauphin de Chine et est devenu l'individu le plus célèbre de son espèce. Son existence a permis la prise de nombreuses photos et de vidéos, la grande majorité des photos et vidéos de baijis sont celles de Qi Qi.